# Подострог
Подострог (на сръбски: Подострог) е село в Черна гора, разположено в община Будва. Намира се на 169 метра надморска височина. Населението му според преброяването през 2011 г. е 688 души, от тях: 299 (43,45 %) сърби, 295 (42,87 %) черногорци, 6 (0,87 %) руснаци, 6 (0,87 %) мюсюлмани, 49 (7,12 %) неизвестни.

## Население
Численост на населението според преброяванията през годините:
- 1948 – 294 души
- 1953 – 290 души
- 1961 – 255 души
- 1971 – 293 души
- 1981 – 201 души
- 1991 – 195 души
- 2003 – 364 души
- 2011 – 688 души